# Авраменко Михайло Іванович
Михайло Іванович Авраменко 10 (23) січня 1914, село Новотроїцьке, Воронезька губернія — 27 березня 1944, Миколаїв) — учасник німецько-радянської війни, кулеметник 384-го окремого батальйону морської піхоти Одеської військово-морської бази Чорноморського флоту, Герой Радянського Союзу (1944), червонофлотець.

## Біографія
Михайло Іванович народився 23 січня 1914 року у селі Новотроїцьке Воронізької губернії в родині українського селянина. Початкову освіту здобув, до призову на військову службу працював у колгоспі.
У 1937 році був призваний до лав Червоної Армії, служив на Чорноморському флоті, де і зустрів початок війни.
У 1941 — 1943 роках червонофлотець Авраменко брав участь в обороні Одеси та Севастополя, у боях на «Малій Землі», зазнав двох поранень і був нагороджений двома медалями.
У квітні 1943 року М. І. Авраменко був зарахований кулеметником у 384-й батальйон морської піхоти Чорноморського флоту, що формувався, і восени того ж року брав участь у десантних операціях зі звільнення Таганрога, Маріуполя та Осипенко.
У жовтні 1943 року був нагороджений медаллю «За відвагу» за відмінне виконання бойових завдань командування в боях за визволення міста Маріуполя.
У другій половині березня 1944 року увійшов до складу десантної групи під командуванням старшого лейтенанта Костянтина Федоровича Ольшанського. Завданням десанту було полегшення фронтального удару радянських військ під час визволення міста Миколаєва, що був частиною Одеської операції. Після висадки в морському порту міста Миколаєва загін протягом двох діб відбив 18 атак противника, знищивши близько 700 гітлерівців. М. І. Авраменко героїчно загинув у бою.
Указом Президії Верховної Ради СРСР від 20 квітня 1945 року за зразкове виконання бойових завдань командування на фронті боротьби з німецькими загарбниками і виявлені при цьому відвагу і геройство червонофлотця Авраменко Михайлу Івановичу посмертно присвоєно звання Героя Радянського Союзу.

## Нагороди
- Медаль «Золота Зірка» Героя Радянського Союзу.
- Орден Леніна.
- Медалі.

## Пам'ять
- Похований у братській могилі в місті Миколаєві (Україна) у сквері 68-ми десантників.
- Там же на честь Героїв відкрито Народний музей бойової слави моряків-десантників, споруджений пам'ятник.
- Одна з вулиць міста має ім'я Героя.
- Ім'я Героя Радянського Союзу М. І. Авраменко має Воронізька водолазна школа ДОСААФ.